# Leśniczówka (Zakrucze)
Leśniczówka – część wsi Zakrucze w Polsce położona w województwie świętokrzyskim, w powiecie jędrzejowskim, w gminie Małogoszcz.
W latach 1975–1998 miejscowość administracyjnie należała do województwa kieleckiego.